# Turzyca ptasie łapki
Turzyca ptasie łapki (Carex ornithopoda Willd.) – gatunek rośliny z rodziny ciborowatych. Występuje na terenie niemal całej Europy. W Polsce ma dość liczne stanowiska w Karpatach oraz pojedyncze na Wyżynie Krakowsko-Częstochowskiej, Śląskiej i na ziemi lubuskiej.

## Morfologia

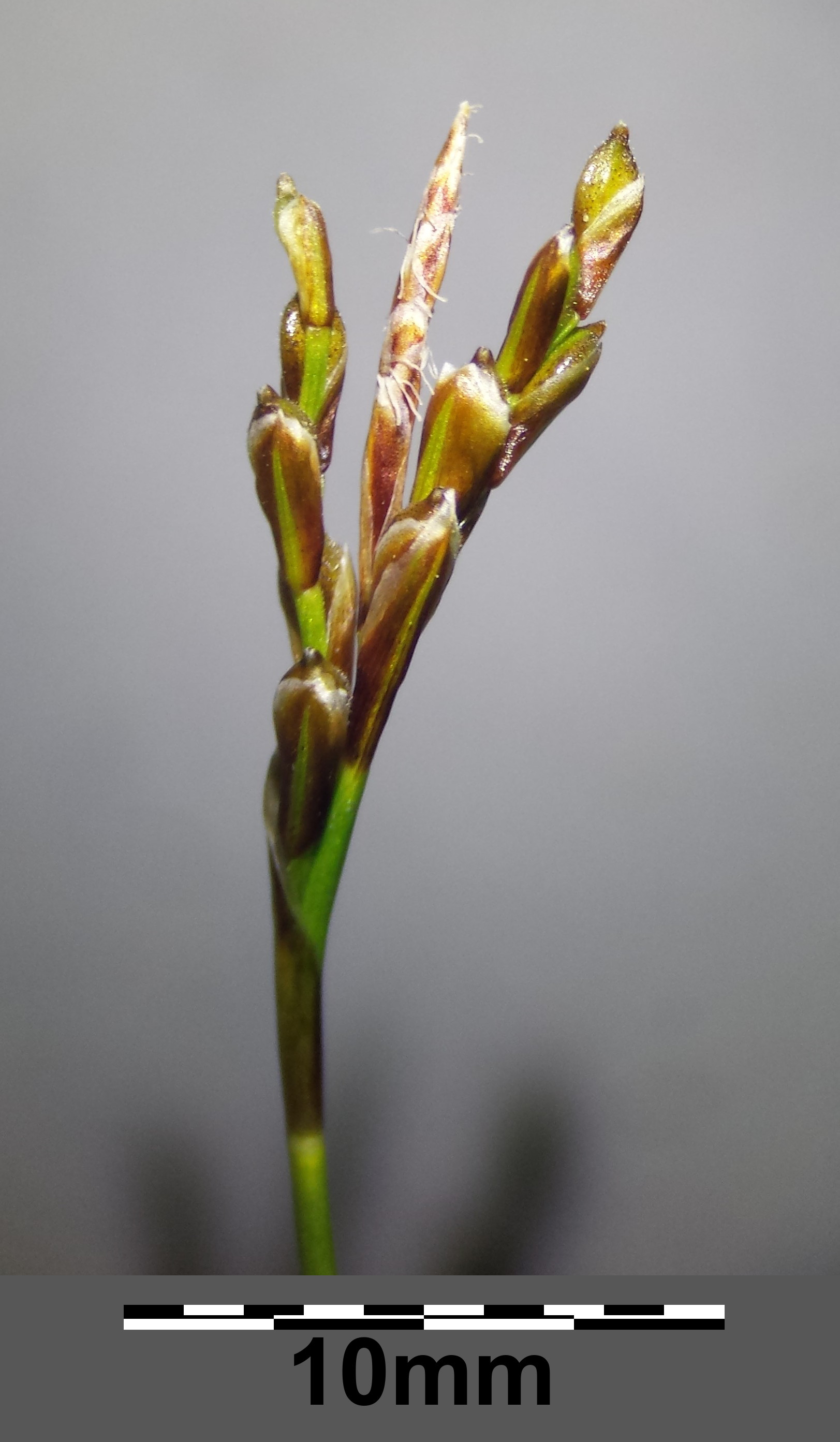
Kłoski

PokrójRoślina trwała, wysokości 5–25 cm, tworząca darnie.
ŁodygaWzniesiona lub pokrzywiona.
LiściePochwy liściowe jasnobrązowe lub purpurowe. Blaszki liściowe tęgie, płaskie, na brzegach szorstkie, 2–3 (4) mm szerokości, jasnozielone, z nerwami. Najniższa podsadka krótka, pochwowata, szczecinowata.
KwiatyKwiatostan długości 10–20 cm, złożony z 3-5 palczastych, skupionych kłosów. Najwyższy kłos siedzący, z kwiatami męskimi, pozostałe szypułkowe, luźne, z 2-6 żeńskimi kwiatami. Przysadki brązowe, z zielonym wystającym grzbietem, biało obrzeżone. Pęcherzyki dłuższe od przysadek, trójkanciaste, z cienkim dzióbkiem, krótko owłosione. Słupek o trzech znamionach.
OwoceOstro trójkanciaste orzeszki.

## Biologia i ekologia
Bylina, hemikryptofit. Kwitnie od kwietnia do maja. Siedlisko: suche lasy, półsuche murawy.  Gatunek charakterystyczny dla klasy (Cl.) Erico-Pinetea.  
Liczba chromosomów 2n = 54.

## Zmienność
Gatunek zróżnicowany na dwa podgatunki:
- Carex ornithopoda subsp. ornithopoda – występuje w całym zasięgu gatunku
- Carex ornithopoda subsp. ornithopodioides (Hausm.) Nyman – rośnie w środkowej i południowej Europie

## Zagrożenia i ochrona
Według Czerwonej listy roślin i grzybów Polski z 2006 gatunek narażony na wymarcie na izolowanych stanowiskach poza głównym obszarem swojego występowania (kategoria zagrożenia [V]). W wydaniu z 2016 nie ujęty (uznany za niezagrożony w skali kraju).